# Мовіле
Мовіле (рум. Movile) — село у повіті Сібіу в Румунії. Входить до складу комуни Якобень.
Село розташоване на відстані 203 км на північний захід від Бухареста, 56 км на північний схід від Сібіу, 124 км на південний схід від Клуж-Напоки, 75 км на північний захід від Брашова.

## Населення
За даними перепису населення 2002 року у селі проживали 335 осіб. Рідною мовою 334 особи (99,7%) назвали румунську.
Національний склад населення села:
| Національність | Кількість осіб | Відсоток |
| -------------- | -------------- | -------- |
| румуни         | 310            | 92,5%    |
| цигани         | 21             | 6,3%     |